# Powiat sejneński

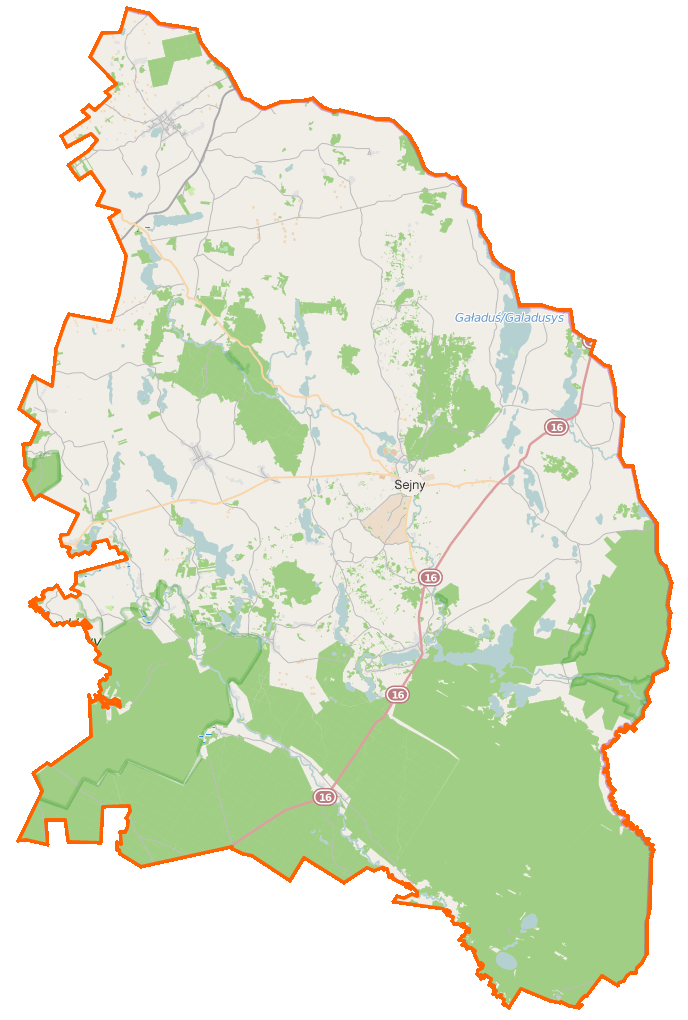
Mapa powiatu

Powiat sejneński – powiat w Polsce (województwo podlaskie), reaktywowany w 1999 roku w ramach reformy administracyjnej. Jego siedzibą jest miasto Sejny. Powiat sejneński jest najmniej zaludnionym powiatem w Polsce.
Według danych z 31 grudnia 2019 roku powiat zamieszkiwało 19 914 osób. Natomiast według danych z 30 czerwca 2020 roku powiat zamieszkiwało 19 807 osób.

## Podział administracyjny
W skład powiatu wchodzą:
- gminy miejskie: Sejny
- gminy wiejskie: Giby, Krasnopol, Puńsk, Sejny
- miasta: Sejny

## Historia
Powiat sejneński, istniejący również w okresie zaborów oraz dwudziestolecia międzywojennego (do końca 1924), został powołany dnia 1 stycznia 1956 roku w województwie białostockim, czyli 15 miesięcy po wprowadzeniu gromad w miejsce dotychczasowych gmin (29 września 1954) jako podstawowych jednostek administracyjnych PRL. Na powiat sejneński złożyło się 1 miasto i 14 gromad, które wyłączono z powiatu suwalskiego w tymże województwie:
- miasto Sejny
- gromady Berźniki[6], Giby, Głęboki Bród, Jodeliszki, Klejwy, Krasnopol, Maćkowa Ruda, Ogrodniki, Pogorzelec, Puńsk, Skustele, Smolany, Świackie i Widugiery

1 stycznia 1973 roku zniesiono gromady i osiedla a w ich miejsce reaktywowano gminy. Powiat sejneński podzielono na 1 miasto i 5 gmin:
- miasto Sejny
- gminy Berżniki, Giby, Krasnopol, Puńsk i Sejny

Po reformie administracyjnej obowiązującej od 1 czerwca 1975 roku całe terytorium zniesionego powiatu sejneńskiego weszło w skład nowo utworzonego województwa suwalskiego.
1 lipca 1976 roku zniesiono gminę Berżniki a jej tereny przyłączono do gmin Giby i Sejny; równocześnie do gminy Krasnopol przyłączono połowę również znoszonej gminy Stary Folwark (druga połowa znalazła się w granicach gminy Suwałki). 1 lipca 1981 roku z gminy Krasnopol wyłączono wieś Babańce, którą włączono do gminy Sejny.
Wraz z reformą administracyjną z 1999 roku w nowym województwie podlaskim przywrócono powiat sejneński o identycznych granicach co w roku 1975. Administracyjnie powiat zmniejszył się jednak o gminę Berżniki, której już nie odtworzono.

## Demografia
Dane z 31 grudnia 2017 roku.
| Opis                              | Ogółem | Ogółem | Kobiety | Kobiety | Mężczyźni | Mężczyźni |
| --------------------------------- | ------ | ------ | ------- | ------- | --------- | --------- |
| jednostka                         | osób   | %      | osób    | %       | osób      | %         |
| populacja                         | 20 171 | 100    | 10 086  | 50      | 11 085    | 50        |
| gęstość zaludnienia (mieszk./km²) | 24     | 24     | 12      | 12      | 12        | 12        |

### W składzie II Rzeczypospolitej
Według spisu powszechnego z 1921 roku, powiat w ówczesnych granicach zamieszkiwało 19704 osoby, w tym 14439 (73,3%) Polaków, 3191 (16,2%) Litwinów, 1454 (7,4%) Rosjan, 501 (2,5%) Żydów, 104 (0,5%) Niemców, 15 (0,1%) Białorusinów.

### Współcześnie

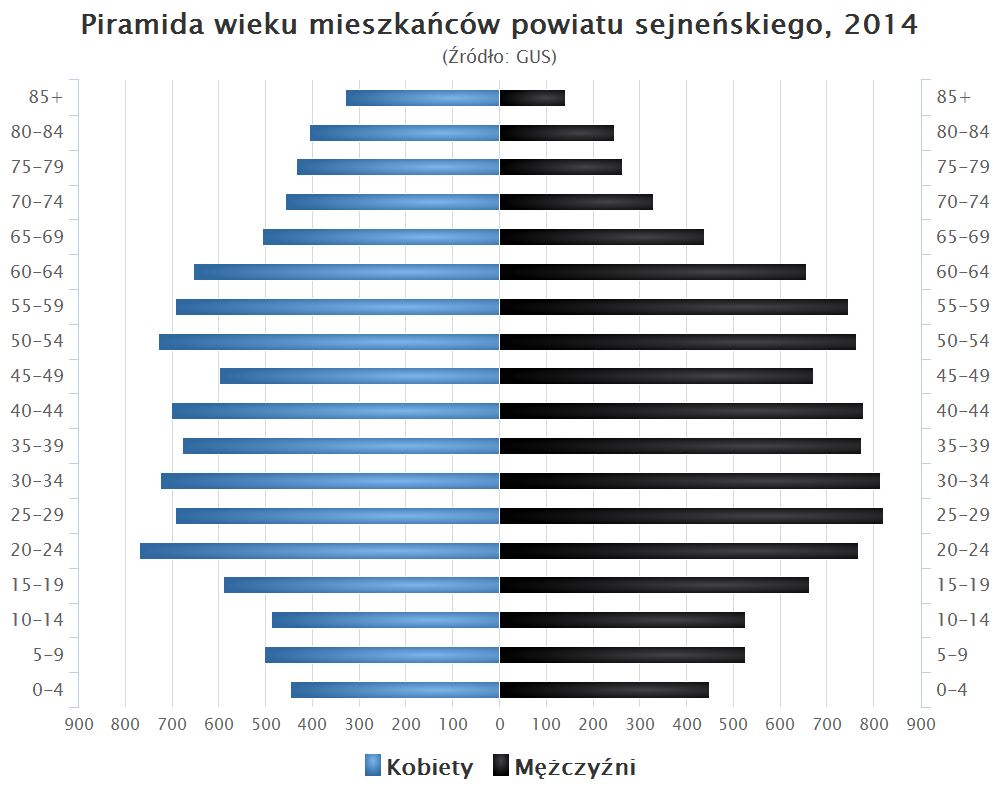
Piramida wieku mieszkańców powiatu sejneńskiego w 2014 roku

Liczba ludności (dane z 30 czerwca 2012):
|        | Ogółem | Ogółem | Kobiety | Kobiety | Mężczyźni | Mężczyźni |
| osób   | %      | osób   | %       | osób    | %         |           |
| ------ | ------ | ------ | ------- | ------- | --------- | --------- |
| Ogółem | 20 969 | 100    | 10 493  | 50,04   | 10 476    | 49,96     |
| Miasto | 5659   | 26,99  | 2976    | 14,19   | 2683      | 12,80     |
| Wieś   | 15 310 | 73,01  | 7517    | 35,85   | 7793      | 37,16     |

▶Wieś vs ▶miasto
Ogółem (▶k, ▶m)
Miasto (▶k, ▶m)
Wieś (▶k, ▶m)

## Stopa bezrobocia
We wrześniu 2019 liczba zarejestrowanych bezrobotnych wynosiła 1 100 osób, a stopa bezrobocia 12,5%.

## Religia

### W składzie II Rzeczypospolitej
Według spisu powszechnego z 1921 roku, 16329 (82,9%) mieszkańców powiatu w ówczesnych granicach wyznawało rzymski katolicyzm, 1736 (8,8%) było staroobrzędowcami, 855 (4,3%) wyznawało judaizm, 293 (1,5%) było jednowiercami, 257 (1,3%) protestantami, 228 (1,2%) wyznawało prawosławie, 4 greko-katolicyzm i 2 islam.

### Współcześnie
- Kościół rzymskokatolicki: 7 parafii;
- Świadkowie Jehowy: zbór[17].

Mieszkający na terenie powiatu prawosławni należą do parafii w Suwałkach.

## Sąsiednie powiaty
- powiat augustowski
- powiat suwalski